# Михайлофф, Ар Эй
Р. А. Михайлофф (англ. R. A. Mihailoff; род. 1 января 1953, Таунвилл, Пенсильвания) — американский актёр. Известен по роли маньяка Кожаное лицо в фильме «Техасская резня бензопилой 3» (1990).

## Карьера
Р. А. Михайлофф получил роль Кожаного лица в фильме «Техасская резня бензопилой 3» после того, как предыдущий исполнитель этой роли, Гуннар Хансен, не смог договориться со студией-производителем New Line Cinema о сумме гонорара. Михайлофф получил приглашение от режиссёра Джеффа Барра и успешно прошёл прослушивание.
С актёром сразу был заключён контракт на ещё два фильма в серии «Техасская резня бензопилой», однако после выхода третьей части компания New Line потеряла интерес к франшизе и продала права. Вместе с этим контракт Михайлоффа был аннулирован.

## Фильмография
| Год  |    | Русское название             | Оригинальное название                        | Роль                            |
| ---- | -- | ---------------------------- | -------------------------------------------- | ------------------------------- |
| 1980 | тф | Резец небесный               | The Lathe of Heaven                          | санитар                         |
| 1985 | ф  | Надвигающееся насилие        | Moving Violations                            | фермер #2                       |
| 1988 | ф  | Водительские права           | License to Drive                             | водитель грузовика              |
| 1990 | ф  | Техасская резня бензопилой 3 | Leatherface: The Texas Chainsaw Massacre III | Джуниор Сойер / Кожаное Лицо    |
| 1992 | ф  | Эдди Пресли                  | Eddie Presley                                | пациент психиатрической клиники |
| 1992 | в  | Трансеры 3                   | Trancers III                                 | «Акула»                         |
| 1994 | ф  | Тыквоголовый 2               | Pumpkinhead II: Blood Wings                  | Ред Байерс                      |
| 1997 | ф  | Драйв                        | Drive                                        | поющий дальнобойщик             |
| 1999 | в  | Ребенок с глазами рентгена   | The Kid with X-ray Eyes                      | Ньютон                          |
| 2006 | ф  | Падшие ангелы                | Fallen Angels                                | Ангер                           |
| 2007 | в  | Дважды обращенный            | Revamped                                     | вышибала                        |
| 2008 | ф  | Путь клинка                  | Stiletto                                     | байкер-нацист                   |
| 2009 | ф  | Тёмный дом                   | Dark House                                   | Жестокий Мясник                 |
| 2010 | ф  | Топор 2                      | Hatchet 2                                    | Трент Грейвз                    |
| 2014 | ф  | Ярость: Истории Ронана Пирса | Fury: The Tales of Ronan Pierce              | капитан Пит                     |
| 2016 | ф  | Задушенные                   | Smothered                                    | камео                           |
| 2017 | ф  | Слэшер                       | Slasher.com                                  | Джесси Майерс                   |